# Khimsa
Le mont Khimsa est le point culminant des monts de Bzyp au nord de l'Abkhazie (en Géorgie), dans la partie occidentale du Grand Caucase. Son altitude est de 3 033 mètres. Il présente deux pics distincts.